# Lycée franco-finlandais d'Helsinki
Le lycée franco-finlandais d'Helsinki (en finnois : Helsingin ranskalais-suomalainen koulu) est un lycée situé à Munkkivuori, quartier de l'arrondissement de Munkkiniemi, dans l'Ouest d'Helsinki en Finlande.

## Histoire

Logo du lycée (2022)

L'école maternelle fondée par Catherine Servé, devient en 1947 une école primaire. 
Au cours des premières années, l'école fonctionne dans une ancienne maison en bois à proximité de Kaivopuisto.
En 1956, est ouvert un lycée privé franco-finlandais dont le gouvernement finlandais devient propriétaire en 1977.
Le gouvernement français aide le lycée depuis son début.
En 1956, on construit le premier bâtiment propre au lycée rue Laivurinkatu à Eira.
Plus tard, ces locaux devenus trop exigus, le lycée s'installe rue Arkadiankatu à Töölö. 
En 1994, le lycée s'installe dans ses locaux actuels à Munkkivuori.

## Anciens élèves
- Irina Björklund,
- Michel Budsko,
- Kanerva Cederström[1]
- Minna Haapkylä
- Juha Höykinpuro
- Vesa Hämes[1]
- Elias Kajander
- Heli Kajo
- Nathalie Lahdenmäki[1]
- Kuutti Lavonen[1]
- Joni Malmi
- Jukka Manner[1]
- Oskari Martimo[1]
- Nicklas Meinander[1]
- Krista Mikkola[1]
- Tuomas Muraja[1]
- Kaius Niemi[1]
- Lena Näre
- Anna-Maaria Oramo[2]
- Sakari Oramo[1]
- Joonas Pörsti
- Antti Satuli
- Paavo Tikkanen
- Pihla Viitala
- Tuomas Vimma

## Biographie
- (fi + fr) Maj Raski (ed.), Helsingin ranskalais-suomalainen koulu 1956-1981 = Lycée Franco-Finlandais d'Helsinki 1956-1981, Ranskalaisen koulun Ystävät, Association des Amis de l’École Française., 1981, 108 p. (ISBN 951-99316-3-5)

## Galerie

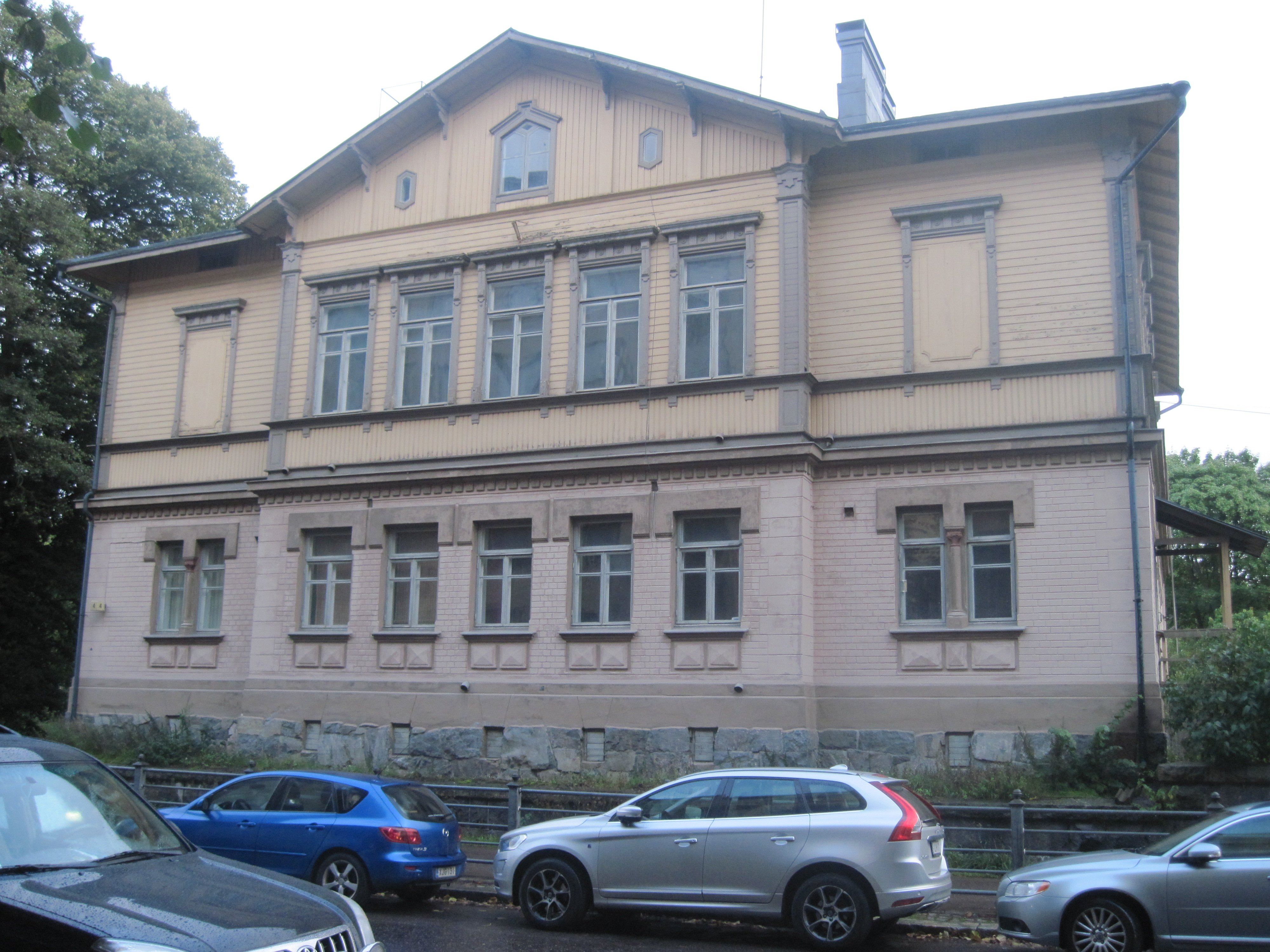
Villa dans la rue Puistokatu où le lycée a fonctionné à ses débuts.
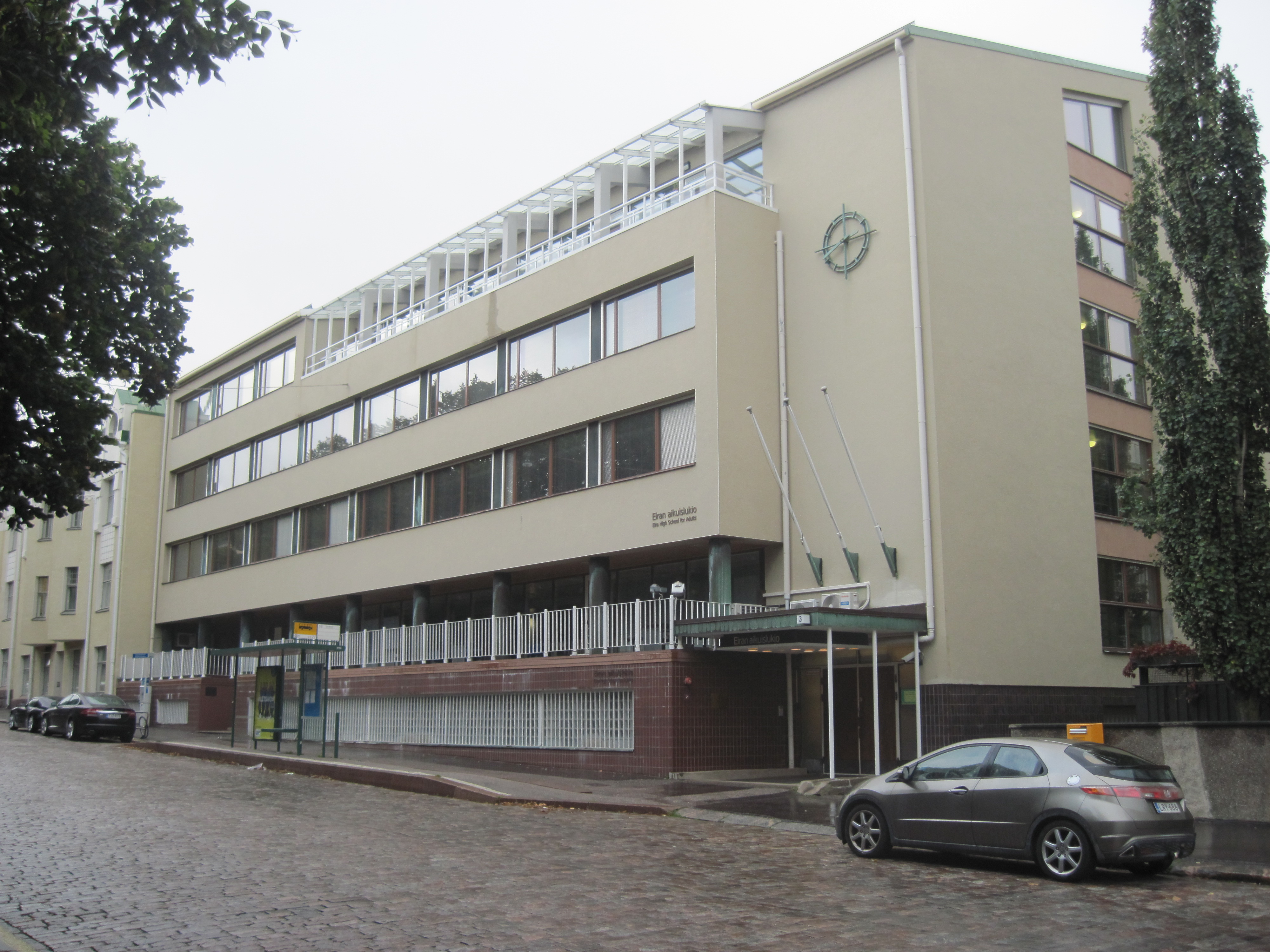
Ancienne école franco-finlandaise d'Helsinki rue Laivurinkatu.
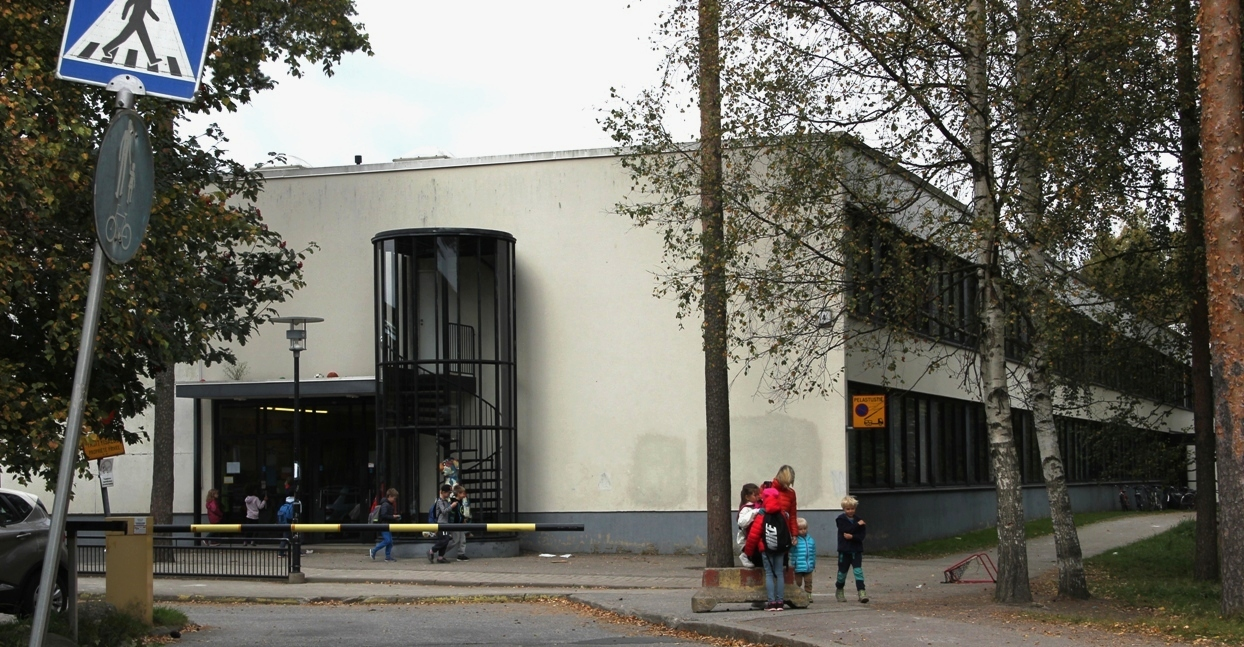
Le lycée 2016.
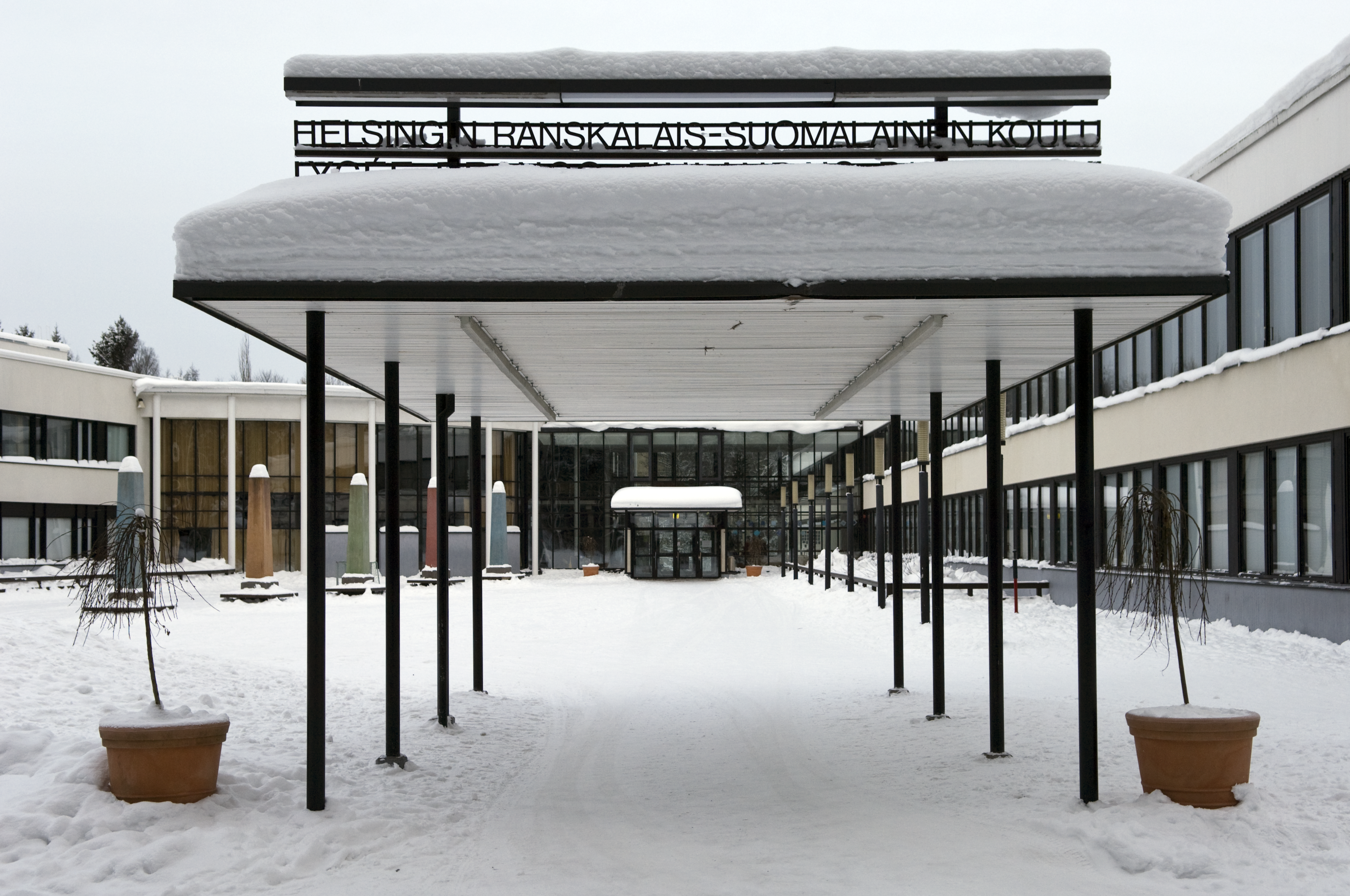
Entrée du lycée en décembre 2010.
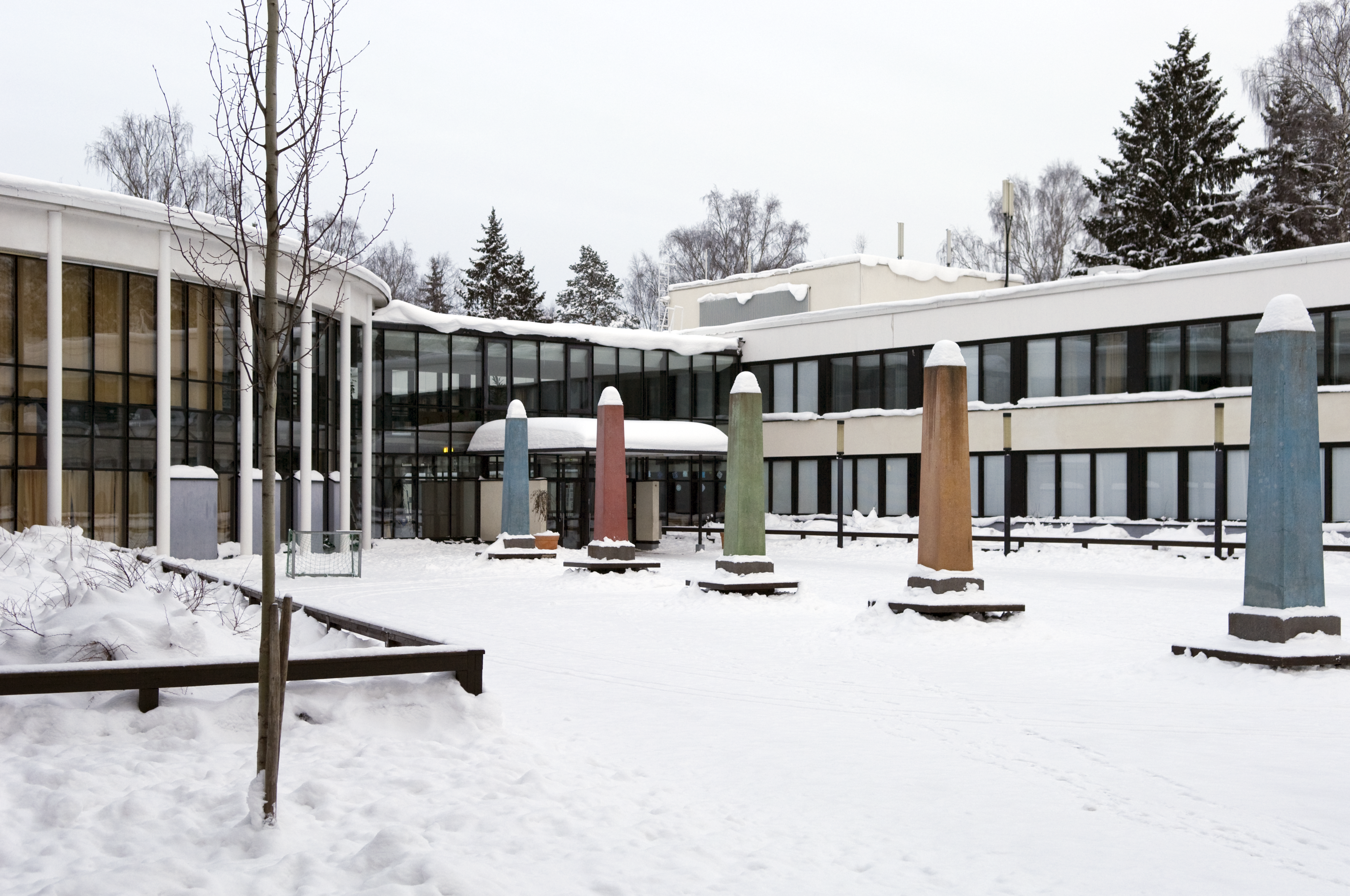
Le lycée en décembre 2010.